# East Bird’s Head

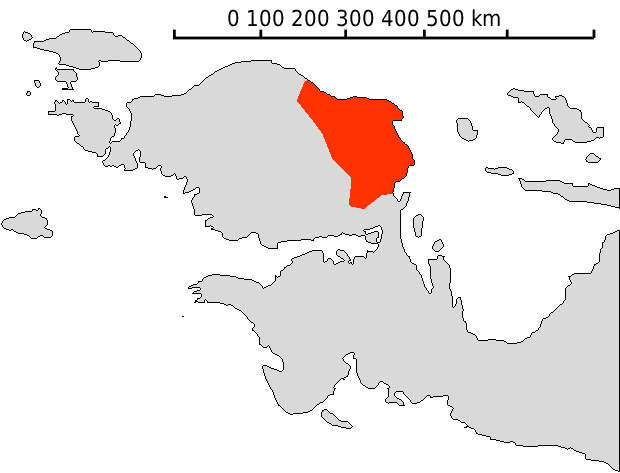
Verbreitungsgebiet

Ost-Vogelkop-Sprachen (auch East-Bird’s Head-Sprachen, Mantion-Meax-Sprachen) ist eine Sprachfamilie, die im Osten der Vogelkophalbinsel Neuguineas verbreitet ist.
Sie besteht aus den drei Sprachen Mantion, Meax und Meninggo mit insgesamt 40.000 Sprechern. Die meistgesprochene Sprache ist das Mantion.